# S&W .38 Safety Hammerless
Le revolver Smith & Wesson .38 Safety Hammerless fut vendu à  261493 exemplaires de 1887 à 1940 en 5 versions. C'est le jumeau du S&W .32 Safety Hammerless.

## Données techniques
- Pays d'origine :  États-Unis.
- Type : Revolver à brisure
- Fonctionnement : double action exclusive (chien interne) et sécurité par pression palmaire (dos de la crosse)
- Visée : fixe
- Canon : de 8,3 cm,  10,2 cm, 15 cm ou 16,5 cm
- Longueur minimale : 19 cm
- Masse (minimale) à vide : 510 g
- Capacité : 5 coups de .38 Smith & Wesson.

## Diffusion
Cette arme de police fut notamment en service au sein de la Gendarmerie royale canadienne. Populaire comme arme de défense personnelle, elle fut copiée par des firmes d'Eibar ( Espagne) et de Liège ( Belgique). Connu comme « revolvers américains sans chien», ces copîes (d'un encombrement de 22 cm pour 510 g) étaient vendus  29 Francs-Or par la future Manufrance en 1913 contre 97 Fr pour l'original sorti des usines de Springfield (Massachusetts).

## Autres noms et surnoms
Son mécanisme lui valut le nom commercial de « New Departure » (en raison du poids élevé de départ de sa détente). Son surnom de « Lemon Squeezer » (pour presse-citron) provient de sa sécurité palmaire.

## Sources
- F. MYATT, Les pistolets et revolvers du 16e siècle à nos jours, 2e édition, Celiv, 1993
- D. Venner, Les Armes américaines, J. Grancher, 1985